# 源法寺 (江戸川区)
源法寺（げんぽうじ）は、東京都江戸川区にある浄土宗の寺院。

## 概要
1576年（天正4年）、故嶽によって開山された。その後江戸時代初期、観智国師や信蓮社覚誉によって中興された。
当寺は「堀まき寺」と呼ばれている。1797年（寛政9年）の火事で、寺宝を失ってしまったため、防火用として堀を巡らしたことからきている（なお、現在は堀は埋め立てられ存在しない）。

## 文化財
- 源法寺所在の青面金剛像庚申塔（寛文三年銘） - 江戸川区登録有形民俗文化財・民俗資料、昭和59年2月28日告示[5]
- 福森久助の墓 - 江戸川区登録史跡、平成元年2月28日告示[1]

## 交通アクセス
- 船堀駅より徒歩20分（経路案内）。